# Quatorzième circonscription de la préfecture de Kanagawa
La quatorzième circonscription de la préfecture de Kanagawa (神奈川県第14区, Kanagawa-ken dai-jūyon-ku) est l'une des vingt circonscriptions législatives que compte la préfecture de Kanagawa au Japon.

## Description géographique
Entre 1994 et 2002, la quatorzième circonscription de la préfecture de Kanagawa correspondait à la ville de Sagamihara.
Entre 2002 et 2022, elle couvrait une partie de la ville de Sagamihara comprenant, à partir de 2013, l'arrondissement de Chūō et une partie des arrondissements de Midori et Minami,,.
Depuis 2022, elle réunit les arrondissements de Midori et Chūō de la ville de Sagamihara et le district d'Aikō,.

## Députés
| Législature | Début de mandat | Fin de mandat | Député élu            | Parti politique | Parti politique |
| ----------- | --------------- | ------------- | --------------------- | --------------- | --------------- |
| 41e         | 1996            | 2000          | Hirohisa Fujii        |                 | Shinshintō      |
| 42e         | 2000            | 2003          | Hirohisa Fujii        |                 | PL              |
| 43e         | 2003            | 2005          | Hirohisa Fujii        |                 | PDJ             |
| 44e         | 2005            | 2009          | Jirō Akama (ja)       |                 | PLD             |
| 45e         | 2009            | 2012          | Kentarō Motomura (ja) |                 | PDJ             |
| 46e         | 2012            | 2014          | Jirō Akama            |                 | PLD             |
| 47e         | 2014            | 2017          | Jirō Akama            |                 | PLD             |
| 48e         | 2017            | 2021          | Jirō Akama            |                 | PLD             |
| 49e         | 2021            | 2024          | Jirō Akama            |                 | PLD             |
| 50e         | 2024            | -             | Jirō Akama            |                 | PLD             |